# Olympische Winterspiele 2002/Bob
Bei den XIX. Olympischen Winterspielen 2002 in Salt Lake City fanden drei Wettbewerbe im Bobfahren statt. Austragungsort war der Utah Olympic Park Track. Erstmals nahmen auch Frauen an olympischen Bobwettbewerben teil.

## Bilanz

### Medaillenspiegel
| Platz | Land               | Gold | Silber | Bronze | Gesamt |
| ----- | ------------------ | ---- | ------ | ------ | ------ |
| 1     | Deutschland        | 2    | 1      | 1      | 4      |
| 2     | Vereinigte Staaten | 1    | 1      | 1      | 3      |
| 3     | Schweiz            | –    | 1      | 1      | 2      |

### Medaillengewinner
| Konkurrenz       | Gold                                                  | Silber                                                    | Bronze                                             |
| ---------------- | ----------------------------------------------------- | --------------------------------------------------------- | -------------------------------------------------- |
| Zweierbob Männer | Christoph Langen, Markus Zimmermann                   | Christian Reich, Steve Anderhub                           | Martin Annen, Beat Hefti                           |
| Viererbob Männer | André Lange, Carsten Embach, Enrico Kühn, Kevin Kuske | Todd Hays, Garrett Hines, Bill Schuffenhauer, Randy Jones | Brian Shimer, Dan Steele, Douglas Sharp, Mike Kohn |
| Zweierbob Frauen | Jill Bakken, Vonetta Flowers                          | Sandra Kiriasis, Ulrike Holzner                           | Susi Erdmann, Nicole Herschmann                    |

## Ergebnisse Männer
(alle Laufzeiten in Sekunden, Gesamtzeiten in Minuten)

### Zweierbob
| Platz | Land | Sportler                                             | 1. Lauf | 2. Lauf | 3. Lauf | 4. Lauf | Gesamt  |
| ----- | ---- | ---------------------------------------------------- | ------- | ------- | ------- | ------- | ------- |
| 1     | GER  | Deutschland I: Christoph Langen, Markus Zimmermann   | 47,54   | 47,52   | 47,44   | 47,61   | 3:10,11 |
| 2     | SUI  | Schweiz I: Christian Reich, Steve Anderhub           | 47,52   | 47,53   | 47,45   | 47,70   | 3:10,20 |
| 3     | SUI  | Schweiz II: Martin Annen, Beat Hefti                 | 47,56   | 47,64   | 47,73   | 47,69   | 3:10,62 |
| 4     | USA  | USA I: Todd Hays, Garrett Hines                      | 47,71   | 47,70   | 47,61   | 47,63   | 3:10,65 |
| 5     | CAN  | Kanada I: Pierre Lueders, Giulio Zardo               | 47,67   | 47,70   | 47,65   | 47,71   | 3:10,73 |
| 6     | GER  | Deutschland II: René Spies, Franz Sagmeister         | 47,77   | 47,69   | 47,61   | 47,77   | 3:10,84 |
| 7     | AUT  | Österreich I: Wolfgang Stampfer, Martin Schützenauer | 47,91   | 47,78   | 47,72   | 47,75   | 3:11,16 |
| 8     | ITA  | Italien I: Günther Huber, Antonio Tartaglia          | 47,84   | 47,88   | 47,92   | 48,00   | 3:11,64 |
| 9     | USA  | USA II: Brian Shimer, Darrin Steele                  | 47,92   | 47,99   | 48,07   | 47,95   | 3:11,93 |
| 10    | GBR  | Großbritannien I: Lee Johnston, Marcus Adam          | 48,04   | 48,16   | 48,05   | 48,02   | 3:12,27 |

1. und 2. Lauf: 16. Februar 2002

3. und 4. Lauf: 17. Februar 2002
37 Bobs aus 27 Ländern, alle in der Wertung.

### Viererbob
| Platz | Land | Sportler                                                                           | 1. Lauf | 2. Lauf | 3. Lauf | 4. Lauf | Gesamt  |
| ----- | ---- | ---------------------------------------------------------------------------------- | ------- | ------- | ------- | ------- | ------- |
| 1     | GER  | Deutschland II: André Lange, Carsten Embach, Enrico Kühn, Kevin Kuske              | 46,71   | 46,64   | 46,84   | 47,32   | 3:07,51 |
| 2     | USA  | USA I: Todd Hays, Garrett Hines, Bill Schuffenhauer, Randy Jones                   | 46,65   | 46,61   | 47,22   | 47,33   | 3:07,81 |
| 3     | USA  | USA II: Brian Shimer, Dan Steele, Douglas Sharp, Mike Kohn                         | 46,83   | 46,82   | 46,98   | 47,23   | 3:07,86 |
| 4     | SUI  | Schweiz I: Martin Annen, Silvio Schaufelberger, Beat Hefti, Cédric Grand           | 46,72   | 46,63   | 47,11   | 47,49   | 3:07,95 |
| 5     | SUI  | Schweiz II: Christian Reich, Steve Anderhub, Guido Acklin, Urs Aeberhard           | 46,71   | 46,63   | 47,33   | 47,62   | 3:08,29 |
| 6     | FRA  | Frankreich I: Bruno Mingeon, Éric Le Chanony, Christophe Fouquet, Alexandre Arbez  | 46,92   | 46,86   | 47,25   | 47,53   | 3:08,56 |
| 7     | LAT  | Lettland I: Sandis Prūsis, Mārcis Rullis, Jānis Silarājs, Jānis Ozols              | 46,99   | 46,82   | 47,60   | 47,65   | 3:09,06 |
| 8     | RUS  | Russland I: Jewgeni Popow, Pjotr Makartschuk, Sergei Golubew, Dmitri Stjopuschkin  | 47,14   | 46,98   | 47,45   | 47,58   | 3:09,15 |
| 9     | CAN  | Kanada I: Pierre Lueders, Ken Leblanc, Giulio Zardo, Pascal Caron                  | 47,12   | 46,97   | 47,41   | 47,67   | 3:09,17 |
| 10    | FRA  | Frankreich II: Bruno Thomas, Michel André, Thibault Giroud, Philippe Paviot        | 46,88   | 47,03   | 47,47   | 47,82   | 3:09,20 |
|       |      |                                                                                    |         |         |         |         |         |
| 13    | AUT  | Österreich I: Wolfgang Stampfer, Michael Müller, Klaus Seelos, Martin Schützenauer | 47,19   | 47,27   | 47,51   | 47,60   | 3:09,57 |

1. und 2. Lauf: 22. Februar 2002

3. und 4. Lauf: 23. Februar 2002

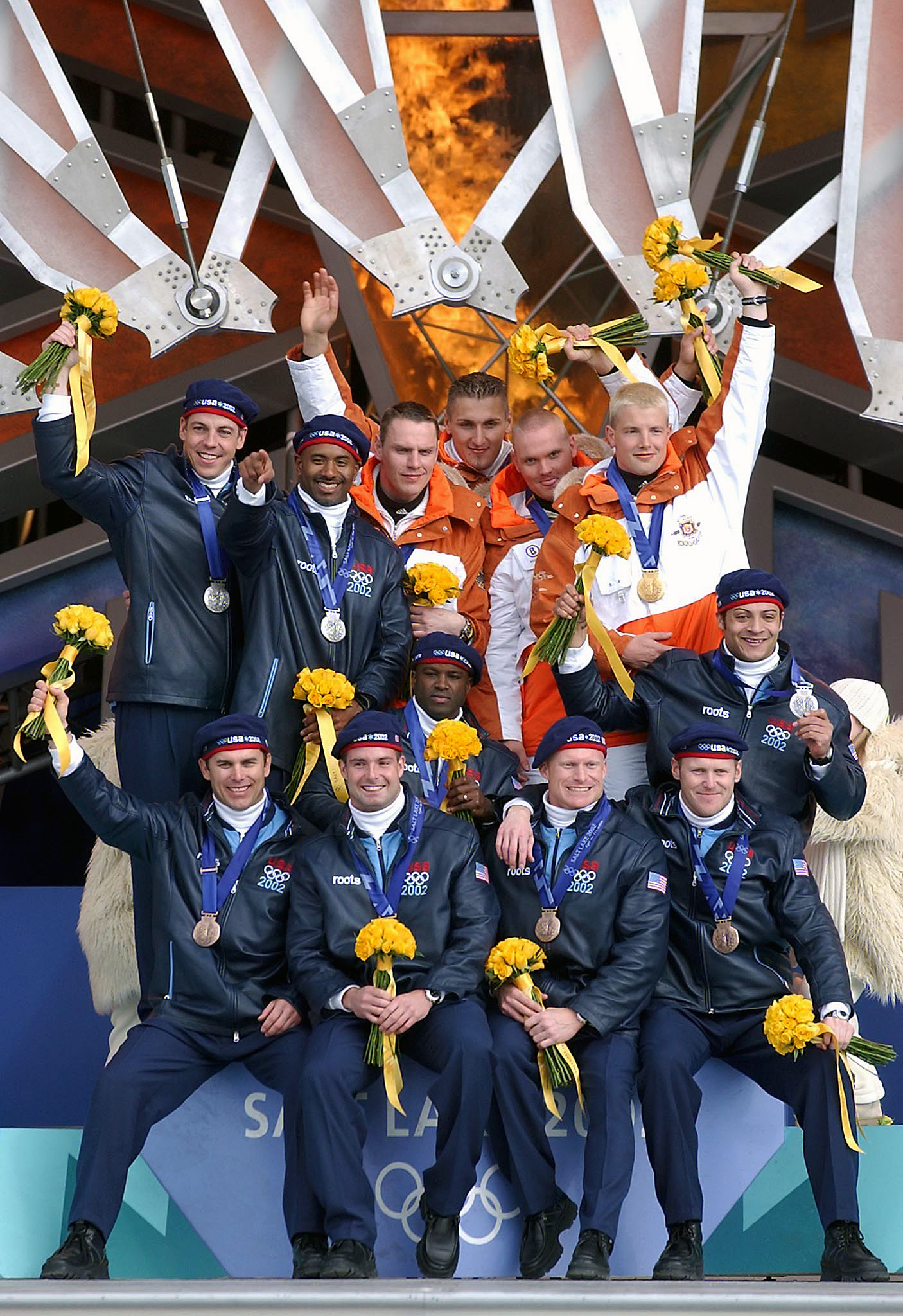
Siegerehrung der Vierbobbewerbs (Oben, orange GER II; oben und Mitte, blau USA I; vorne, sitzend, blau USA II.)

33 Bobs aus 26 Ländern am Start, davon 29 in der Wertung. Disqualifiziert u. a.: Deutschland I (Christoph Langen, Markus Zimmermann, Franz Sagmeister, Stefan Barucha).

## Ergebnisse Frauen

### Zweierbob
| Platz | Land | Sportlerinnen                                      | 1. Lauf | 2. Lauf | Gesamt  |
| ----- | ---- | -------------------------------------------------- | ------- | ------- | ------- |
| 1     | USA  | USA II: Jill Bakken, Vonetta Flowers               | 48,81   | 48,95   | 1:37,76 |
| 2     | GER  | Deutschland I: Sandra Prokoff, Ulrike Holzner      | 49,10   | 48,96   | 1:38,06 |
| 3     | GER  | Deutschland II: Susi Erdmann, Nicole Herschmann    | 49,19   | 49,10   | 1:38,29 |
| 4     | SUI  | Schweiz I: Françoise Burdet, Katharina Sutter      | 49,28   | 49,06   | 1:38,34 |
| 5     | USA  | USA I: Jean Racine, Gea Johnson                    | 49,31   | 49,42   | 1:38,73 |
| 6     | NED  | Niederlande I: Eline Jurg, Nannet Kiemel-Karenbeld | 49,64   | 49,54   | 1:39,18 |
| 7     | ITA  | Italien I: Gerda Weißensteiner, Antonella Bellutti | 49,66   | 49,55   | 1:39,21 |
| 8     | RUS  | Russland I: Wiktorija Tokowaja, Kristina Bader     | 49,72   | 49,55   | 1:39,27 |
| 9     | CAN  | Kanada I: Christina Smith, Paula McKenzie          | 49,60   | 49,75   | 1:39,35 |
| 10    | NED  | Niederlande II: Ilse Broeders, Jeannette Pennings  | 49,70   | 49,67   | 1:39,37 |

Datum: 19. Februar 2002

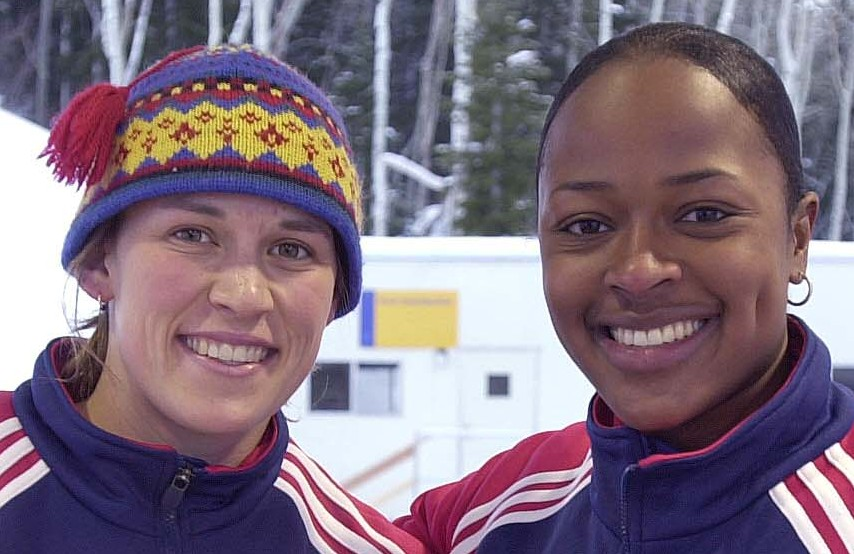
Jill Bakken (li.) und Vonetta Flowers

15 Bobs aus 11 Ländern am Start, alle in der Wertung.